# Continuation Rothelin
La continuation Rothelin est une chronique en prose et en vieux français anonyme des croisades et des États croisés entre 1229 et 1261. C'est l'une des sources les plus importantes pour la période couverte, qui comprend la croisade des barons (1239-1241), la septième croisade (1248-1254) et le premier raid mongol en Palestine (en) (1260).

## Titre, transmission, paternité et date
Le titre de l'œuvre, qui est une invention moderne, vient du propriétaire d'un manuscrit important du XVIIIe siècle, l'abbé Charles d'Orléans de Rothelin. Bien qu'il s'agisse d'une œuvre distincte et autonome, elle ne nous parvient uniquement comme appendice à l'Estoire d'Eracles, traduction en vieux français de Guillaume de Tyr, qui fait office de continuation à la Chronique d'Ernoul, elle-même une œuvre indépendante servant à continuer les Eracles jusqu'en 1231,.
La continuation Rothelin nous est parvenue en versions de douze à quinze manuscrits. Ceux-ci peuvent constituer deux groupes: un groupe de cinq manuscrits contenant deux chansons de protestation de la part de croisés déçus et absents dans le reste de l’œuvre ; et un groupe de sept manuscrits contenant une ancienne tradition romaine similaire aux Faits des Romains et qui est absent dans le groupe des cinq premiers. Tous ont été copiés dans le nord de la France ou en Flandre à la fin du XIIIe siècle ou au début du XIVe siècle, peut-être en relation avec l'intérêt des croisés de la cour de Philippe IV le Bel.
Le texte lui-même a probablement été écrit en Ile-de-France ou près de Soissons, car l'auteur semble particulièrement bien informé à propos de ces régions. De plus, celui-ci a probablement une connaissance directe des États latins d'Orient. On ne peut rien dire de plus de la biographie de l'auteur. Le texte a probablement été écrit peu après 1261, peut-être vers 1265 car ne faisant aucune allusion à la mort de Saint Louis en 1270 lors de la huitième croisade ou sa canonisation en 1297.

## Structure et contenu
La continuation Rothelin est divisée en 82 chapitres. Son récit, qui couvre la période de 1229 à 1261, est interrompu par plusieurs digressions majeures. Une description d'ouverture des relations entre chrétiens et musulmans en 1229 est suivie de 6 chapitres décrivant la ville de Jérusalem. Cette section est dérivée de La Citez de Jherusalem, une description française de la fin du XIIe siècle de la ville sainte. Suivent ensuite de quelques pèlerinages recommandés en Terre sainte puis trois chapitres (12 à 14) sur la prophétie du fils d'Agap, dérivé d'un texte écrit à l'époque de la cinquième croisade. Cette rubrique déroutante contient de l'astrologie, des loups et un chameau enceinte. Les deux chapitres suivants (15 et 16) concernent la famille de Saladin, suivie d'un chapitre chacun sur les Assassins, le califat abbasside ainsi que la « méchanceté » de Frédéric II empereur du Saint-Empire romain germanique. Tout cela reste le préliminaire au récit historique principal, qui commence donc au chapitre 20.
Le récit principal reprend avec la croisade des barons sous le roi de Navarre Thibaut IV de Champagne à Marseille en 1239. Cette section, qui est vivante et détaillée, est interrompue à un moment donné par une excursion sur Babylone. Un chapitre (27) est ensuite consacré au système de renseignement égyptien ayyoubides. Deux chapitres (30 et 31) sont des poèmes écrits par des croisés découragés, dont un écrit par un noble en captivité. L'expédition du comte Richard de Cornouailles est couverte avec moins de détails que celle du roi de Navarre (chapitre 36). Puis deux chapitres (40 et 41) couvrent la conquête khwarazmienne de Jérusalem de 1244 et la défaite des croisés à la bataille de La Forbie en 1244.
En décrivant la septième croisade du roi Saint Louis, le document cite une lettre de son chambellan, Jean Sarrazin. Lorsque celui-ci écrit qu'il a été en mer pendant 22 jours, l'auteur anonyme prend cela comme un signal pour approfondir les dangers du voyage en mer (sirènes, Charybde), et continue dans une description des dangers à trouver sur terre (serpents, cocatrix). Il en résulte un passage étendu (chapitres 45 à 58) plein de légendes et de folklores, mais aussi d'histoire romaine authentique, y compris les campagnes de Caton d'Utique dans le désert africain, tirées des Pharsale de Lucain. Il s'inspire également de Nicandre de Colophon et du recueil médiéval appelé la Fet des Romains.
Le chapitre 59 revient à la lettre de Jean Sarrazin et couvre les événements de 1249 à 1250. Les derniers chapitres couvrent la croisade de Louis et son échec, l'invasion mongole de la Syrie et sa défaite finale à Ain Jalut en 1260 ainsi que le coup d'État qui a porté Baybars au pouvoir en Égypte et a mis fin à la dynastie des Ayyoubides en 1260. Enfin, le dernier chapitre raconte comment le nouveau sultan a expulsé les chrétiens de Jérusalem qui se sont dirigés vers Acre, capitale de ce qui restait du royaume de Jérusalem.

## Éditions
- Historiens Occidentaux, « Continuation de Guillaume de Tyr, de 1229 à 1261, dite du manuscrit de Rothelin », Recueil des Historiens des Croisades, vol. 2,‎ 1844–1895, p. 526–556, 561–566.
- (en) Janet Shirley, « The Rothelin Continuation », Crusader Syria in the Thirteenth Century: The Rothelin Continuation of the History of William of Tyre with Part of the Eracles or Acre Text, Ashgate,‎ 1999, p. 13–120.